# Conochares rectangula
Conochares rectangula là một loài bướm đêm trong họ Noctuidae.